# فيديريكو فلوريس
فيديريكو فلوريس (بالإسبانية: Federico Flores)‏ (18 مايو 1992 بروساريو في الأرجنتين - ) هو لاعب كرة قدم أرجنتيني في مركز الوسط.

## وصلات خارجية
- فيديريكو فلوريس على موقع قاعدة بيانات كرة القدم.إي يو (الإنجليزية)
- فيديريكو فلوريس على موقع Soccerway.com (الإنجليزية)